# Gryllotalpa africana
Gryllotalpa africana is een rechtvleugelig insect uit de familie veenmollen (Gryllotalpidae). De wetenschappelijke naam van deze soort is voor het eerst geldig gepubliceerd in 1805 door Beauvois.